# France au Concours Eurovision de la chanson 2012
La France a participé au Concours Eurovision de la chanson 2012 et a sélectionné sa chanson et son artiste via une sélection interne organisée par France Télévisions.

## Historique

### Sélection interne
Le 19 novembre 2011, France Télévisions annonce sa participation au Concours Eurovision de la chanson 2012 à Bakou. Comme pour les années précédentes, France Télévisions choisir leur candidat et chanson en interne.
Le 29 novembre 2011, France Télévisions annonce que Anggun représentera la France à Bakou.
La chanson est révélée le 29 janvier 2012 sur le site internet de France 3.

### À l'Eurovision
La France participe à la finale qui a lieu le 26 mai 2012 et finit 22e sur 26 pays participants avec un score de 21 points. Il est révélé plus tard, que si seuls les téléspectateurs avaient décidés du résultat final, la France aurait obtenu aucun point.

#### Points attribués par la France
| 12 points | Serbie             |
| 10 points | Estonie            |
| 8 points  | Portugal           |
| 7 points  | Turquie            |
| 6 points  | Suède              |
| 5 points  | Lituanie           |
| 4 points  | Bosnie-Herzégovine |
| 3 points  | Bulgarie           |
| 2 points  | Ukraine            |
| 1 point   | Slovaquie          |

| 12 points | Suède     |
| 10 points | Estonie   |
| 8 points  | Serbie    |
| 7 points  | Allemagne |
| 6 points  | Espagne   |
| 5 points  | Turquie   |
| 4 points  | Russie    |
| 3 points  | Lituanie  |
| 2 points  | Roumanie  |
| 1 point   | Italie    |

#### Points attribués à la France
| 12 points | 10 points | 8 points   | 7 points                                | 6 points           |
| --------- | --------- | ---------- | --------------------------------------- | ------------------ |
|           |           |            |                                         | - Islande - Suisse |
| 5 points  | 4 points  | 3 points   | 2 points                                | 1 point            |
|           |           | - Lettonie | - Bosnie-Herzégovine - Suède - Autriche |                    |